# Theo Zellner
Theo Zellner (* 1. Februar 1949 in Blaibach) ist ein deutscher Kommunalpolitiker (CSU), war bis Mai 2014 Präsident des Sparkassenverbandes Bayern und bis Dezember 2021 Präsident des Bayerischen Roten Kreuzes.

## Leben und Beruf
Zellner beendete seine Schulzeit im Jahr 1968 mit dem Abitur Joseph-von-Fraunhofer-Gymnasium Cham. Im Anschluss daran folgte ein Studium der Betriebswirtschaft und Pädagogik. Ab 1971 war er als Volksschullehrer an einer Hauptschule beschäftigt. Diesen Beruf gab er schließlich im Jahr 1989 auf Grund seiner politischen Tätigkeiten auf.

## Politischer Werdegang
Im Jahr 1964 begann Zellners politischer Werdegang. Er wurde auf Orts- und Kreisebene (erst im Landkreis Kötzting, dann im Landkreis Cham) in der Jungen Union aktiv. Im Jahre 1978 wurde er schließlich in den Stadtrat der Stadt Kötzting und im selben Jahr als Kreisrat und Sportbeauftragter in den Kreistag Cham gewählt. 1982 bekam er schließlich den Posten des CSU-Vorsitzenden in Kötzting sowie den des stellvertretenden CSU-Kreisvorsitzenden im Landkreis Cham. Zwei Jahre danach erhielt er das Amt des Zweiten Bürgermeisters der Stadt Kötzting. Ab dem Jahre 1989 hatte er das Amt des Ersten Bürgermeisters von Kötzting inne. 1990 wurde er zum stellvertretenden Landrat des Landkreises Cham gewählt. 1992 wurde er noch Mitglied des Bezirkstages der Oberpfalz, jedoch nur bis zum Jahre 2003. Er trat am 1. Mai 1996 das Amt des Landrates des Landkreises Cham an, welches er bis 14. April 2010 ausübte. Am 2. März 2008 wurde er mit 81,29 Prozent der Wählerstimmen in seinem Amt bestätigt. Seit dem 20. September 2000 war er zusätzlich noch Präsident des Bayerischen Landkreistages und seit dem 19. November 2003 Vizepräsident des Deutschen Landkreistages. Diese Ämter endeten 2010, weil er am 26. Februar 2010 zum Präsidenten des bayerischen Sparkassenverbandes gewählt wurde.

## Mitgliedschaften
Seit 15. Juni 2010 ist Theo Zellner Mitglied des Verwaltungsrates der DekaBank Deutsche Girozentrale. Außerdem bekleidet er das Amt des Aufsichtsratsvorsitzenden der Umweltservice Cham AG.
Im Juli 2009 wurde Zellner in den Aufsichtsrat der Deutschen Kreditbank berufen.

## Überregionale Ehrenämter
Zellner hat zusätzlich noch folgende Ehrenämter inne. Seit dem 1. Oktober 2000 ist er Mitglied im CSU-Landesvorstand. Weiterhin ist er Vorsitzender des Aktionskreises „Lebens- und Wirtschaftsraum Landkreis Cham e. V.“, der Wirtschaftsförderungsgesellschaft mbH des Landkreises Cham, der Volkshochschule im Landkreis Cham e. V., des BRK-Kreisverbandes Cham, des Kreisverbandes Cham der Obst- und Gartenbauvereine, des Vereins „Gemeinsam für das Leben - Ostbayern e. V.“ und des Bürgernetzvereins im Landkreis Cham e. V. Weiterhin ist er Kreisvorsitzender des Volksbundes Deutsche Kriegsgräberfürsorge e. V. und stellv. Vorsitzender der Euregio Bayer. Wald/Böhmerwald, Vorsitzender des Wirtschaftsausschusses und Mitglied im Vorstand und Beirat des Tourismusverbandes Ostbayern.
Bei der Landesversammlung des Bayerischen Roten Kreuzes (BRK) am 7. Dezember 2013 in Altötting wurde Zellner als Nachfolger von Christa von Thurn und Taxis zum Präsidenten des BRK gewählt und hatte dieses Amt bis Dezember 2021 inne. Ihm folgte am 4. Dezember 2021 Angelika Schorer als Präsidentin des Bayerischen Roten Kreuzes. 

## Ehrungen und Auszeichnungen
Theo Zellner erhielt während seines politischen Werdeganges zahlreiche Auszeichnungen, unter anderem Bürgermedaille der Stadt Bad Kötzting im Jahr 1996, das Verdienstkreuz am Bande des Verdienstordens der Bundesrepublik Deutschland (1999), 2002 die Kommunale Verdienstmedaille in Silber und schließlich 2005 den Bayerischen Verdienstorden. 2007 wurde ihm der Preis „Pro Ehrenamt“ des Deutschen Olympischen Sportbundes verliehen. 2009 erhielt er die Bayerische Verfassungsmedaille in Silber und 2013 die Finanzmedaille des Bayerischen Staatsministeriums der Finanzen.
Am 24. März 2011 erhielt Zellner das Verdienstkreuz 1. Klasse des Verdienstordens der Bundesrepublik Deutschland.